# Giandomenico Paracciani

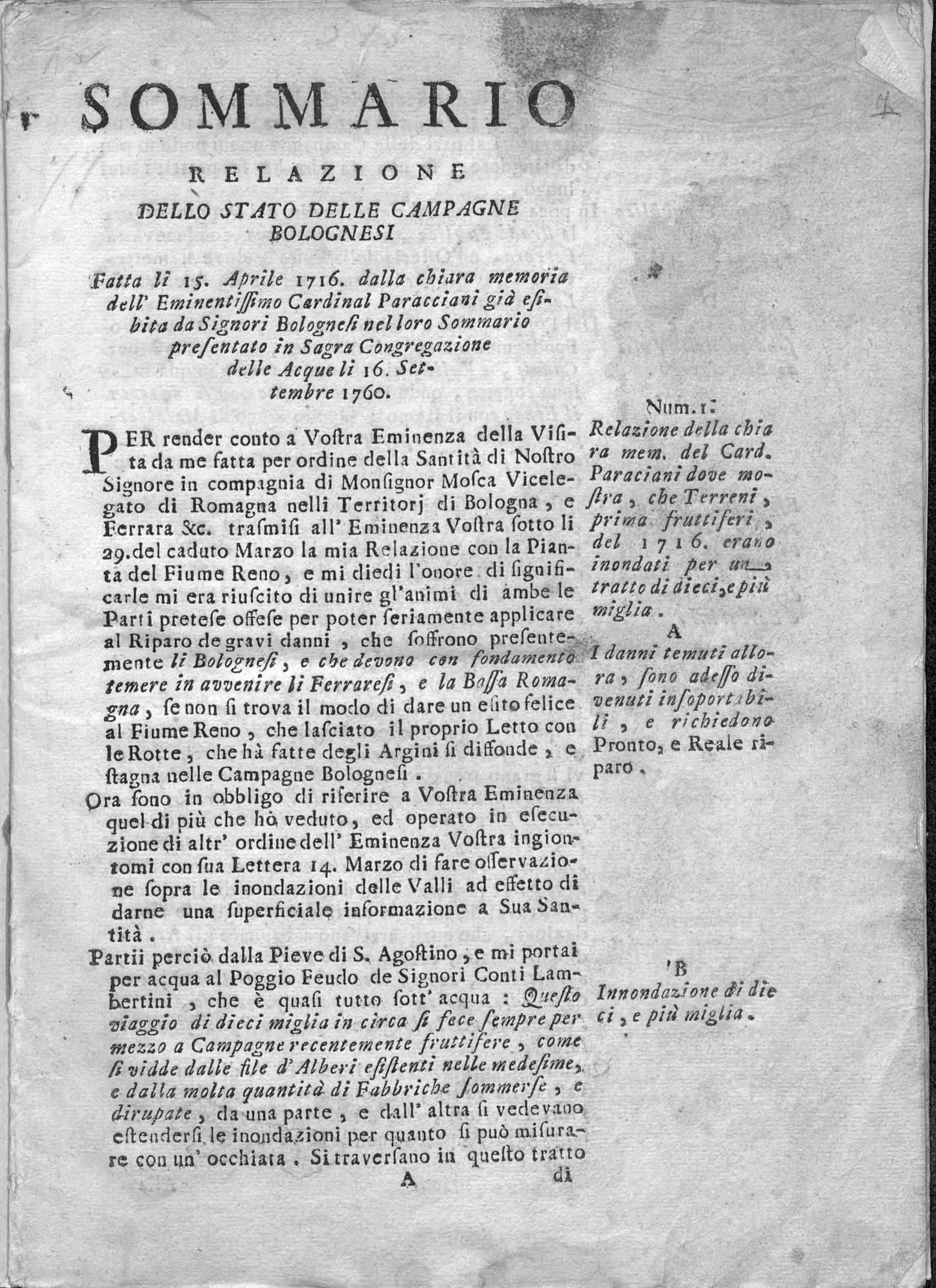
Relazione dello stato delle campagne bolognesi, 1760

Giandomenico Paracciani (Roma, 6 agosto 1646 – Roma, 9 maggio 1721) è stato un cardinale e vescovo cattolico italiano.

## Biografia
Nacque a Roma il 6 agosto 1646.
Papa Clemente XI lo elevò al rango di cardinale nel concistoro del 17 maggio 1706; il 25 maggio ricevette la berretta cardinalizia ed il titolo di Sant'Anastasia.
Il 9 luglio 1714 fu nominato vescovo di Senigallia; nel maggio 1717 fu nominato vicario generale di Roma e prese possesso della carica il 17 novembre successivo; il giorno successivo si dimise da vescovo di Senigallia.
Prese parte al conclave del 1721, ma a causa di una malattia non partecipò all'ultima votazione, quella dell'8 maggio, che elesse papa Innocenzo XIII. Morì il giorno successivo, 9 maggio 1721, all'età di 74 anni; fu sepolto a Roma nella chiesa di San Rocco all'Augusteo nella cappella della Madonna nella tomba di famiglia.

## Genealogia episcopale e successione apostolica
La genealogia episcopale è:
- Cardinale Scipione Rebiba
- Cardinale Giulio Antonio Santori
- Cardinale Girolamo Bernerio, O.P.
- Arcivescovo Galeazzo Sanvitale
- Cardinale Ludovico Ludovisi
- Cardinale Luigi Caetani
- Cardinale Ulderico Carpegna
- Cardinale Paluzzo Paluzzi Altieri degli Albertoni
- Cardinale Gaspare Carpegna
- Cardinale Fabrizio Paolucci
- Cardinale Giandomenico Paracciani

La successione apostolica è:
- Arcivescovo Francesco Maria Muscettola, C.R. (1717)
- Vescovo Giuseppe del Pozzo (1718)
- Vescovo Nicola Pignatelli (1719)

## Opere
- Relazione dello stato delle campagne bolognesi, 1760.